# 아즈마야 대수
환론과 대수적 수론과 대수기하학에서 아즈마야 대수([東屋]代數, 영어: Azumaya algebra)는 가환환 또는 스킴 위의 단위 결합 대수 가운데, 자리스키 위상에서 각 줄기가 유한 차원 자유 가군이며, 줄기의 포락 대수가 행렬환과 동형인 것이다. 대수기하학적으로, 아즈마야 대수는 올이 사영 공간인 올다발에 해당한다.
아즈마야 대수들의 동치류는 브라우어 군(Brauer群, 영어: Brauer group)이라는 군을 정의한다. 이는 벡터 다발의 동치류들이 K군을 정의하는 것과 마찬가지다.

## 정의
가환 국소환 {\displaystyle (R,{\mathfrak {m}})} 위의 아즈마야 대수 {\displaystyle \phi \colon R\to A}는 다음 조건을 만족시키는 {\displaystyle R}-단위 결합 대수이다.:136, §IV.1
- {\displaystyle R}-가군으로서 양의 유한 차원 자유 가군 {\displaystyle R^{n}}과 동형이다.
- {\displaystyle a\otimes _{R}b\mapsto (x\mapsto axb)}에 의하여, {\displaystyle A\otimes _{R}A^{\operatorname {op} }\cong \operatorname {Mat} (n;R)=\operatorname {End} (_{R}A)}이다.

여기서 {\displaystyle A\otimes _{R}A^{\operatorname {op} }=A^{\operatorname {e} }}는 {\displaystyle A}의 포락 대수(영어: enveloping algebra)이다.
스킴 {\displaystyle (X,{\mathcal {O}}_{X})} 위의 아즈마야 대수 {\displaystyle {\mathcal {A}}}는 다음 조건을 만족시키는 {\displaystyle {\mathcal {O}}_{X}}-단위 결합 대수 층이다.:140, §IV.2
- {\displaystyle {\mathcal {A}}}는 {\displaystyle {\mathcal {O}}_{X}}-가군층으로서 연접층이며, 각 닫힌 점 {\displaystyle x\in X}에 대하여, 줄기 {\displaystyle {\mathcal {A}}_{x}}는 가환 국소환 {\displaystyle {\mathcal {O}}_{X,x}} 위의 아즈마야 대수이다.

### 브라우어 군
스킴 {\displaystyle S} 위의 두 아즈마야 대수 {\displaystyle {\mathcal {A}}}, {\displaystyle {\mathcal {A}}'}에 대하여, 텐서곱 {\displaystyle {\mathcal {A}}\otimes _{{\mathcal {O}}_{X}}{\mathcal {A}}'} 역시 {\displaystyle S} 위의 아즈마야 대수를 이룬다. 따라서, {\displaystyle S} 위의 아즈마야 대수들은 텐서곱에 대하여 모노이드를 이룬다.
스킴 {\displaystyle S} 위의 두 아즈마야 대수 {\displaystyle {\mathcal {A}}}, {\displaystyle {\mathcal {A}}'}에 대하여, 만약 다음 조건을 만족시키는 {\displaystyle {\mathcal {O}}_{X}}-국소 자유 가군층 {\displaystyle {\mathcal {E}}} 및 {\displaystyle {\mathcal {E}}'}이 존재한다면, 서로 브라우어 동치(영어: Brauer-equivalent)라고 한다.:§2, 141
{\displaystyle {\mathcal {A}}\otimes _{{\mathcal {O}}_{X}}{\underline {\operatorname {End} }}(_{{\mathcal {O}}_{X}}{\mathcal {E}})\cong {\mathcal {A}}'\otimes _{{\mathcal {O}}_{X}}{\underline {\operatorname {End} }}(_{{\mathcal {O}}_{X}}{\mathcal {E}}')}
이는 {\displaystyle S}-아즈마야 대수의 동치 관계를 이룬다. 브라우어 동치 관계는 텐서곱은 보존하며, 따라서 {\displaystyle S}-아즈마야 대수의 브라우어 동치류들은 모노이드를 이룬다. 이 모노이드는 사실 군을 이루며, 이를 {\displaystyle S}의 브라우어 군(영어: Brauer group) {\displaystyle \operatorname {Br} (S)}라고 한다. 브라우어 군에서, 아즈마야 대수의 동치류 {\displaystyle [{\mathcal {A}}]}의 역원은 그 반대 대수층의 동치류 {\displaystyle [{\mathcal {A}}^{\operatorname {op} }]}이다.

## 성질

### 체 위의 아즈마야 대수
체 {\displaystyle K} 위의 단위 결합 대수 {\displaystyle f\colon K\to A}에 대하여 다음 조건들이 서로 동치이다.
- {\displaystyle A}는 {\displaystyle K} 위의 아즈마야 대수이다.
- {\displaystyle f}는 단사 함수이며, {\displaystyle \operatorname {Z} (A)=K}이며, {\displaystyle \dim _{K}A}는 유한하다.
- {\displaystyle A}는 양의 정수 차원 {\displaystyle K}-벡터 공간이며, 다음 조건을 만족시키는 유한 차수 분해 가능 확대 {\displaystyle L/K} 및 양의 정수 {\displaystyle n\in \mathbb {Z} ^{+}}이 존재한다.
  - {\displaystyle A\otimes _{K}L\cong \operatorname {Mat} (n;K)}

이와 같이, 체 위의 아즈마야 대수를 중심 단순 대수(中心單純代數, 영어: central simple algebra)라고 한다.

### 가환환 위의 아즈마야 대수
가환환 {\displaystyle R} 위의 단위 결합 대수 {\displaystyle A}에 대하여 다음 조건들이 서로 동치이다.
- {\displaystyle A}는 {\displaystyle R} 위의 아즈마야 대수이다.
- {\displaystyle _{R}A}는 충실한 가군이며, 사영 가군이며, {\displaystyle A\otimes _{R}A^{\operatorname {op} }\to \operatorname {End} (_{R}A)}는 {\displaystyle R}-단위 결합 대수의 동형 사상이다.[2]
- {\displaystyle _{R}A}는 유한 생성 가군이며, 모든 극대 아이디얼 {\displaystyle {\mathfrak {m}}\subseteq R}에 대하여 {\displaystyle A/{\mathfrak {m}}A}는 {\displaystyle R/{\mathfrak {m}}}-중심 단순 대수이다.[2]:Theorem 1.5.3

### 스콜렘-뇌터 정리
스콜렘-뇌터 정리(영어: Skolem–Noether theorem)에 따르면, 아즈마야 대수의 모든 자기 동형은 내부 자기 동형이다.:142, Proposition IV.2.3 즉, 스킴 {\displaystyle S} 위의 아즈마야 대수 {\displaystyle {\mathcal {A}}}의 임의의 자기 동형 {\displaystyle f\colon {\mathcal {A}}\to {\mathcal {A}}}에 대하여,
{\displaystyle f|_{U_{i}}\colon a\mapsto u_{i}au_{i}^{-1}\qquad \forall i\in I}
가 되는 {\displaystyle S}의 아핀 열린 덮개 {\displaystyle \{U_{i}\}_{i\in I}} 및 {\displaystyle u_{i}\in \operatorname {Unit} (\Gamma (U_{i},{\mathcal {A}}))}가 존재한다. (여기서 {\displaystyle \operatorname {Unit} (-)}는 환의 가역원군을 뜻하며, {\displaystyle \Gamma }는 층의 단면 집합을 뜻한다.)
특히, {\displaystyle S=\operatorname {Spec} K}가 체 {\displaystyle K}의 스펙트럼일 경우, 모든 {\displaystyle K}-중심 단순 대수 {\displaystyle A}의 자기 동형 {\displaystyle f\colon A\to A}에 대하여 {\displaystyle f\colon a\mapsto uau^{-1}}가 되는 가역원 {\displaystyle u\in \operatorname {Unit} (A)}가 존재한다.

### 브라우어 군과 에탈 코호몰로지
스킴 {\displaystyle S}의 브라우어 군 {\displaystyle \operatorname {Br} S}에서 {\displaystyle \mathbb {G} _{\operatorname {m} }} 계수의 2차 에탈 코호몰로지 군으로 가는 표준적인 단사 군 준동형이 존재한다.:142–145, Theorem IV.2.5
{\displaystyle \iota \colon \operatorname {Br} S\to \operatorname {H} _{\operatorname {{\acute {e}}t} }^{2}(S;\mathbb {G} _{\operatorname {m} })}
구체적으로, 이는 다음과 같다. {\displaystyle S} 위의 아즈마야 대수 {\displaystyle {\mathcal {A}}}가 주어졌을 때, 작은 에탈 위치 {\displaystyle S_{\operatorname {{\acute {e}}t} }} 위에 다음과 같은 올범주 {\displaystyle {\mathcal {F}}_{\mathcal {A}}}이 존재한다. 에탈 위치의 대상 {\displaystyle \left(\iota _{U}\colon (U,{\mathcal {O}}_{U})\to (S,{\mathcal {O}}_{S})\right)\in S_{\operatorname {{\acute {e}}t} }}에 대하여,
- 올 {\displaystyle {\mathcal {F}}_{\mathcal {A}}(U)}의 대상 {\displaystyle ({\mathcal {E}},\alpha )}는 유한 차원 {\displaystyle {\mathcal {O}}_{U}}-국소 자유 가군층 {\displaystyle {\mathcal {E}}}와 동형 사상 {\displaystyle \alpha \colon {\underline {\operatorname {End} }}(_{{\mathcal {O}}_{U}}{\mathcal {E}})\to {\mathcal {A}}\otimes _{{\mathcal {O}}_{S}}{\iota _{U}}_{*}{\mathcal {O}}_{U}}의 순서쌍이다.
- 올 {\displaystyle {\mathcal {F}}_{\mathcal {A}}(U)}의 사상 {\displaystyle (E,\alpha )\to (E',\alpha ')}은 적절한 가환 그림들을 만족시키는 동형 사상 {\displaystyle E\to E'}이다.

이 올범주는 스택이자 제르브이며, {\displaystyle \mathbb {G} _{\operatorname {m} }}는 그 위에 다음과 같이 작용한다.
{\displaystyle \mathbb {G} _{\operatorname {m} }(U)=\Gamma (U,{\mathcal {O}}_{U}^{\times })\to \operatorname {Aut} _{U}({\mathcal {E}},\alpha )}
{\displaystyle \left(g\in \Gamma (U,{\mathcal {O}}_{U}^{\times })\right)\mapsto (g\cdot \colon {\mathcal {E}}\to {\mathcal {E}})}
따라서, 이 제르브는 2차 에탈 코호몰로지 군 {\displaystyle \operatorname {H} _{\operatorname {{\acute {e}}t} }^{2}(S;\mathbb {G} _{\operatorname {m} })}의 원소를 표현한다.
또한, 만약 {\displaystyle S}가 오직 유한 개의 연결 성분만을 갖는다면, 단사 군 준동형 {\displaystyle \iota \colon \operatorname {Br} S\hookrightarrow \operatorname {H} _{\operatorname {{\acute {e}}t} }^{2}(S;\mathbb {G} _{\operatorname {m} })}의 상은 꼬임 부분군 {\displaystyle \operatorname {Tors} (\operatorname {H} _{\operatorname {{\acute {e}}t} }^{2}(S;\mathbb {G} _{\operatorname {m} }))}에 속한다. 즉, 이 경우 다음과 같은 포함 관계가 존재한다.
{\displaystyle \operatorname {Br} S\subseteq \operatorname {Tors} (\operatorname {H} _{\operatorname {{\acute {e}}t} }^{2}(S;\mathbb {G} _{\operatorname {m} }))\subseteq \operatorname {H} _{\operatorname {{\acute {e}}t} }^{2}(S;\mathbb {G} _{\operatorname {m} })}

### 수체 위의 중심 단순 대수
대수적 수체 {\displaystyle K} 위의 중심 단순 대수 {\displaystyle A}가 주어졌다고 하자. 앨버트-브라우어-하세-뇌터 정리(영어: Albert–Brauer–Hasse–Noether theorem)에 따르면, 만약 모든 자리 {\displaystyle v}에 대하여
{\displaystyle A\otimes _{K}K_{v}\cong \operatorname {Mat} (\dim _{K}A;K_{v})}
라면, {\displaystyle A\cong \operatorname {Mat} (\dim _{K}A;K)}이다. 이는 대수적 수론의 국소-대역 원리의 한 예이다. 이에 따라, 대수적 수체 위의 중심 단순 대수의 분류는 국소체 위의 중심 단순 대수의 분류로 귀결된다.

## 역사
체 위의 아즈마야 대수(중심 단순 대수)는 나눗셈환의 분류의 일환으로 19세기 말부터 연구되어 왔다.
1878년에 페르디난트 게오르크 프로베니우스는 (현대적 용어로는) 실수체 {\displaystyle \mathbb {R} }의 브라우어 군 {\displaystyle \operatorname {Br} (\mathbb {R} )\cong \mathbb {Z} /2}을 계산하였다 (프로베니우스 정리). 조지프 웨더번은 1905년에 (현대적 용어로) 유한체의 브라우어 군이 자명하다는 것을 증명하였다 (웨더번 소정리). 그러나 웨더번의 첫 증명은 약간의 결함이 있었으며, 레너드 유진 딕슨이 최초로 올바른 증명을 발표하였다.
브라우어 군은 리하르트 브라우어가 1932년에 정의하였다.
아즈마야 고로가 1951년에 "고유 극대 중심 대수"(영어: proper maximally central algebra)라는 이름으로 도입하였다.:128:§1.6 (엄밀히 말해, 아즈마야는 이 용어를 정의할 때 자유 가군이어야 한다는 조건을 추가하였다.) 이후 1964~1965년 니콜라 부르바키 세미나에서 알렉산더 그로텐디크가 그 정의를 일반화하여 스킴 위의 아즈마야 대수를 정의하였고, "아즈마야 대수"라는 용어를 도입하였다.

## 같이 보기
- 제르브
- 유체론
- 대수적 K이론
- 모티브 코호몰로지